# Kaspersky Lab
Kaspersky Lab är ett datasäkerhetsföretag grundat 1997 av Jevgenij Kasperskij som erbjuder antivirus, antispyware, skräppostfilter och andra produkter mot dataintrång. Företaget har sitt säte i London och har lokala kontor i Frankrike, Tyskland, Nederländerna, Polen, Rumänien, Japan, Kina, Sydkorea och USA. Utöver detta ligger delar av utvecklingsteamet kvar i Moskva där företaget bildades.
5 Transparens center finns över världen där alla är välkomna att se hur allt ser ut i bakgrunden.
Under 2010 inleddes ett samarbete med Microsoft, för att kartlägga det virus som senare döptes till Stuxnet.
Baserat på virusets komplexitet, utformning samt omfattning kompetensmässigt, blev slutsatsen att viruset hade skapats av en stat eller en myndighet.
Stuxnet anses som den första upptäckta statskontrollerade viruset. Syftet med viruset var att störa ut Irans arbete kring urananrikning.
Den amerikanska senaten har under 2017 arbetat med att bannlysa Kasperskys produkter från alla statliga nät.
Detta sedan man sett spår av att Kaspersky i sina lösningar har försökt kartlägga hur NSA arbetar med datorintrång och övervakning. Från amerikanskt håll är man rädd för att Kasperskys framgångar kan vara en nationell säkerhetsrisk, i hänseende av bolagets eventuella kopplingar till ryska staten.
 Detta visades vara felaktigt och det blev ingen bannlysning, dessutom startades det 5:e Transparens centret 2021 i Nordamerika.